# Ahmed Oudjani
Ahmed Oudjani (Skikda, 19 marzo 1937 – 15 gennaio 1998) è stato un calciatore algerino, di ruolo attaccante.

## Biografia
Anche suo figlio Chérif è stato un calciatore.

## Carriera
Giocò le sue migliori stagioni nel Lens, club di cui è il miglior marcatore della storia. Vi giunse nel 1958 dall'US Vendome e vi militò fino al 1960, quando fu costretto ad interrompere la carriera a causa della Guerra d'Algeria. Nel 1962 fece il suo ritorno sui campi da gioco e l'anno successivo si laureò capocannoniere della Division 1 con 30 reti.

## Palmarès

### Club

#### Competizioni nazionali
- Coppa Charles Drago: 2

Lens: 1959, 1960

#### Competizioni internazionali
- Coppa dell'Amicizia: 1

Lens: 1962